# Наказовий спосіб
Наказовий спосіб або імператив (лат. modus imperativus) — спосіб дієслова, що виражає волевиявлення (наказ, прохання або пораду).
Ця форма присутня і в українській мові.
В українській мові розрізняють три способи дієслів: дійсний, умовний і наказовий.
Наказовий спосіб дієслова через наказ, прохання, побажання, заклик, пораду виражає спонукання до дії. Дія реально ще не існує і не існувала, але той, хто говорить, сподівається що вона повинна відбутися: «Грай же, море, мовчіть, гори, Гуляй, буйний, полем! Плачте, діти козацькії, — Така ваша доля!»
Дієслова наказового способу не мають форм часу, але вони змінюються за особами в однині і множині. В однині вони мають форму 2-ї особи, а в множині — 1-ї і 2-ї. Імператив 1-ї особи множини можуть виділяти в окрему категорію — гортатив.
Спеціальної форми 3-ї особи наказовий спосіб не має. Якщо треба передати наказ у 3-й особі, то вживаються частки хай, нехай і форма 3-ї особи дійсного способу: «Хай не зітруться підкови, хай не підіб'ються ваші коні» (О. Т. Гончар). Імператив 3-ї особи можуть виділяти в окрему категорію — юсив.
Замість описової форми 3-ї особи однини наказового способу з частками хай, нехай, можна вживати форми наказового способу 2-ї особи однини, що дає реченню дійовішого характеру: «Про мене хоч вовк траву їж» (приповідка), замість—«хай вовк траву їсть»; «Вже й не думай ніхто її зайняти» (Г. Квітка-Основ'яненко),— замість «хай ніхто не думає».